# Bell Range
Bell Range är ett berg i Kanada.   Det ligger i North Coast Regional District och provinsen British Columbia, i den sydvästra delen av landet, 4 000 km väster om huvudstaden Ottawa. Toppen på Bell Range är 649 meter över havet, eller 501 meter över den omgivande terrängen. Bredden vid basen är 8,3 km. Bell Range ligger på ön Porcher Island.
Terrängen runt Bell Range är kuperad åt sydost, men åt nordväst är den platt. Havet är nära Bell Range åt nordväst. Trakten runt Bell Range är nära nog obefolkad, med mindre än två invånare per kvadratkilometer.. Det finns inga samhällen i närheten. 
Trakten runt Bell Range består i huvudsak av gräsmarker.